# Wagon piętrowy
Wagon piętrowy – rodzaj wagonu kolejowego o dwóch poziomach. Taka konstrukcja wagonu pozwala na zwiększenie jego ładowności lub liczby pasażerów bez zwiększania jego długości. Na obu poziomach sufit jest niższy niż w tradycyjnych wagonach, mimo iż są od nich zauważalnie wyższe. By mimo wszystko zmieściły się pod wiaduktami i liniami elektrycznymi. 